# The Quiet Earth
The Quiet Earth je novozélandský postapokalyptický sci-fi film z roku 1985, který režíroval Geoff Murphy a v němž se v hlavních rolích objevili Bruno Lawrence, Alison Routledge a Peter Smith jako tři přeživší kataklyzmatické katastrofy. Volně vychází ze stejnojmenného sci-fi románu Craiga Harrisona z roku 1981. Jako další inspirační zdroje se uvádějí román I am Legend z roku 1954, Dawn of the dead a zejména film The World, the Flesh and the Devil z roku 1959, za jehož neoficiální remake je film označován.

## Děj
5. července začíná jako běžné zimní ráno poblíž Hamiltonu na Novém Zélandu. V 6:12 ráno se na okamžik setmí Slunce a na obloze se objeví červené světlo obklopené tmou.
Vědec Zac Hobson, zaměstnanec Delenca – mezinárodního projektu vedeného USA s názvem „Project Flashlight“, zaměřeného na vytvoření bezdrátové globální energetické sítě – se probudí a zjistí, že všechny rádiové stanice jsou ticho. Ve městě nenachází žádné lidi, pouze opuštěné domy a auta. U požáru objeví trosky dopravního letadla, ale bez těl – jen prázdná sedadla.
V laboratoři nedaleko Aucklandu najde svého nadřízeného Perrina mrtvého u ovládacího panelu. Na obrazovce svítí „Operation Flashlight Complete“. Celý objekt je automaticky uzavřen kvůli radiaci, takže si Zac vyrobí plynovou bombu a uprchne. Na diktafon nahrává: „5. červenec, Zac Hobson. Jedna: Projekt Flashlight selhal s ničivými důsledky. Dva: zdá se, že jsem na Zemi úplně sám.“ Událost nazývá „Efektem“.
Po týdnu bez jakéhokoli kontaktu se Zac přestěhuje do vily, ale jeho psychika se zhoršuje. Prochází záchvaty euforie i zoufalství, obléká si ženský župan, řeční k maketám slavných osobností, vyhlašuje se prezidentem a později dokonce Bohem. Po několika záchvatech mánie se jeho stav uklidní.
Jednoho rána najde mladou ženu jménem Joanne, s níž naváže vztah. Společně objeví třetího přeživšího, Maora jménem Api. Zjistí, že přežili, protože v okamžiku Efektu byli všichni blízko smrti – Api byl topen, Joanne dostala zásah proudem a Zac se předávkoval prášky, protože měl výčitky kvůli projektu Flashlight.
Mezi trojicí se rozvíjí milostný trojúhelník, ale Zac je znepokojen výkyvy sluneční aktivity – konstanty vesmíru se mění. Domnívá se, že Efekt se zopakuje a zničí Zemi. S Apim a Joanne připraví plán na zničení zařízení, které Flashlight napájí. Zac detekuje nebezpečnou radiaci, a tak odejde pro dálkový ovladač, aby mohl odpálit výbušninu na dálku.
Zatímco je pryč, Api se rozhodne se obětovat – nevěří, že Zacova technologie bude fungovat. Ale Zac se vrací a osobně vjede náklaďákem do oslabené střechy laboratoře. Ve chvíli druhého Efektu spouští výbuch.
Znovu se objevuje červené světlo. Zac se probouzí na pláži s diktafonem v ruce. Na obzoru vidí podivné vodní útvary a obrovskou planetu s prstenci stoupající nad moře. V úžasu sleduje neznámý, zřejmě jiný svět.

## Obsazení
- Bruno Lawrence jako Zac Hobson
- Alison Routledge jako Joanne
- Pete Smith jako Api